# Yussuf Saleh
Yussuf Saleh (en árabe: يوسف صالح), nacido el 22 de marzo de 1984, criado en el barrio residencial de Västerort en Hallonbergen, es un exfutbolista etíope nacido en Suecia. 
Durante su carrera ha jugado para el equipo nacional de Etiopía y para el equipo del club Hässelby SK, Vasalund IF, Ciudad de Murcia, AIK, Syrianska FC, FC Tobol, IK Sirius y AFC United. 

## Club de carrera
Saleh jugó para el club de la División 1 Vasalunds IF cuando fue adquirido por AIK en el verano de 2008. Hizo su debut en Allsvenskan el 10 de agosto de ese año contra IF Elfsborg. Saleh se convirtió en campeón sueco con AIK 2009, pero posteriormente fue cedido al club Superettan Syrianska FC. Saleh ayudó al club a mudarse por primera vez a Allsvenskan y volvió a obtener otro préstamo la temporada siguiente, esta vez jugó en la división más alta del sistema de serie sueco. Después de que expiró su contrato con AIK, eligió para la temporada 2012 firmar un contrato por un año con Syrianska. En febrero de 2013, Saleh firmó un contrato por un año con el FC Tobol en la liga superior kazaja. Después de una temporada en Kazajistán, Saleh eligió regresar al Syrianska FC en marzo de 2014, y firmó un contrato hasta el verano con. En agosto de 2014 Saleh firmó un contrato a corto plazo con IK Sirius en Superettan, el contrato relacionado con la temporada. El 31 de marzo de 2015, Saleh fue adquirida por AFC United.

## Selección nacional de carrera
Saleh nació en Suecia de padres etíopes y fue llamado en 2012 para representar a Etiopía en la edición 2012 de CECAFA, que se jugó en Uganda. Fue llevado en la troupe de Etiopía al Campeonato Africano en 2013. Trayectoria como entrenador En 2016, Saleh fue entrenador del club de la División 4, Hallonbergens IF.
- Yussuf Saleh en la aikfotboll.se
- Yussuf Saleh en la National-Football-Teams.com

- Datos: Q2907808